# Domenico Tardini
Domenico Tardini (Roma, 29 de fevereiro de 1888 – Roma, 30 de julho de 1961) foi um cardeal italiano da Igreja Católica que trabalhou durante muitos anos na Cúria Romana. 

## Início da vida
Ele freqüentou a Escola Angelo Braschi e entrou no Pontifício Seminário Romano em 1903, onde se formou com honras em filosofia e teologia. 21 de setembro de 1912 foi ordenado sacerdote. Aceitou o chamado para ensinar liturgia e teologia no Seminário Romano e no Colégio Urbano da Propaganda Fide. Em 1923, foi nomeado pelo Papa Pio XI assistente geral da Ação Católica . Em 1925, o Papa o nomeou para uma segunda organização, Società della Gioventù Cattolica Italiana. A partir de 1921, trabalhou também na Congregação dos Assuntos Eclesiásticos Ordinários, onde foi nomeado Sustituto em 1929 e Secretário em 1937. Com Giovanni Battista Montini, mais tarde Papa Paulo VI, foi o principal assistente do Cardeal Secretário de Estado Eugenio Pacelli , mais tarde Papa Pio XII, até 1939.

## Secretaria de Estado
Após sua eleição como Papa Pio XII, Pacelli nomeou Luigi Maglione como seu sucessor como Cardeal Secretário de Estado. Maglione não exerceu a influência de seu predecessor, que como Papa continuou sua estreita relação com Monsenhor Giovanni Battista Montini e Tardini. Após a morte de Maglione em 1944, Pio deixou o cargo vago e nomeou Tardini como chefe da seção estrangeira e Montini como chefe da seção interna. Tardini e Montini continuaram servindo lá até 1952, quando Pio XII decidiu elevar ambos ao Colégio dos Cardeais  uma honra que ambos recusaram. Quando Tardini agradeceu por não tê-lo nomeado, Pio XII respondeu com um sorriso:
- Monsenhor mio, você me agradece por não me deixar fazer o que eu queria fazer. Eu respondi: "Sim, Santo Padre, agradeço por tudo que você fez por mim, mas ainda mais, pelo que você não fez por mim. O Papa sorriu. [4]

Em novembro de 1952, foi nomeado Pró-Secretário de Estado para Assuntos Eclesiásticos Extraordinários pelo Papa Pio XII, essencialmente co-servindo como Secretário de Estado funcional com Giovanni Battista Montini, que se tornou Pró-Secretário de Estado para Assuntos Eclesiásticos Ordinários. Além disso, eles receberam o privilégio de usar a insígnia episcopal. Tardini continuou nessa posição até a morte de Pio XII.
Tardini adorava crianças e "adotava" os órfãos de Villa Nazareth, para os quais organizava reconhecimento e assistência. Audiências televisionadas com o Papa Pio XII e visitas do Papa João XXIII e de altos dignitários estrangeiros, tudo organizado por Tardini, facilitou a arrecadação de fundos para as crianças carentes.

## Papabile e Cardeal Secretário de Estado
Após a morte do Papa Pio em 9 de outubro de 1958, Tardini, embora não fosse cardeal e nem mesmo bispo, foi mencionado com destaque como possível sucessor por causa de sua familiaridade e proximidade com Pio XII.  Em vez disso, Tardini foi nomeado Secretário de Estado pelo recém-eleito Papa João XXIII, preenchendo a vaga anterior. Tendo recusado ser nomeado Cardeal por Pio XII em 1953, aceitou o barrete vermelho no consistório de 15 de dezembro de 1958 com o título de Cardeal-Diácono de Santo Apolinário nas Termas Neronianas-Alexandrinas. Ele foi ordenado arcebispo titular no final daquele mês.
Tardini não buscou a honra da nomeação. Na mesma noite da eleição ou como a primeira nomeação papal na manhã seguinte (os biógrafos divergem sobre isso) Tardini foi convidado a ver o novo Papa João XXIII, que o pediu para se tornar seu Secretário de Estado. Ele foi relutantemente:
- Ele não me deu escolha. Eu disse ao Santo Padre que não serviria sob ele, porque novas políticas precisariam de novas pessoas. Eu o lembrei que frequentemente discordei dele no passado. Lembrei a ele que estava cansado e desgastado e que minha saúde estava piorando. Contei-lhe sobre minha longa ambição de finalmente me entregar inteiramente aos meninos órfãos de Villa Nazareth. Não fazia diferença. O Papa me ouviu com bondade e interesse, mas em todos os pontos ele respondeu: Eu entendo, mas quero que você seja meu secretário de Estado. Por fim, ajoelhei-me e ofereci-lhe minha obediência. [8]

Como secretário de Estado, Tardini quebrou o tabu de discutir as finanças do Vaticano em outubro de 1959, dando uma entrevista coletiva com jornalistas credenciados pelo Vaticano durante uma disputa salarial com funcionários do Vaticano.  Em 20 de janeiro de 1959, o Papa João convocou o Cardeal Tardini para apresentar a ideia de um Concílio Ecumênico . Envolveria todos os bispos de todos os ritos. A resposta de Tardini foi positiva a ponto de surpreender o Papa.  João XXIII posteriormente se referiu a essa discussão como o momento decisivo para sua decisão de realizar um concílio ecumênico. Ele ajudou na preparação do Concílio, dando às vezes sua própria interpretação do próximo evento histórico. Alegadamente, ele tentou renunciar várias vezes por motivos de saúde, mas foi convidado a permanecer pelo espirituoso João XXIII.
Tardini morreu em Roma em 30 de julho de 1961 de um ataque cardíaco fulminante. Ele foi enterrado no Carmelo em Vetralla. No primeiro aniversário de sua morte, o Papa João XXIII deixou o Vaticano para prestar suas homenagens em seu cemitério. 